# HipHopDX
HipHopDX es una revista en línea de noticias y críticas de música hip hop. El actual presidente y editor del sitio web es Sharath Cherian y el jefe de contenido es Jerry L. Barrow. HipHopDX es la publicación insignia de Cheri Media Group.